# Прайекта
Прайекта (Praejecta, Praiecta) е племенница на византийския император Юстиниан I (упр. 527–565) и така роднина на императрица Теодора.
Дъщеря е на Дулцидий (Dulcidio или Dulcissimus) и Вигиланция, която е сестра на византийския император Юстиниан I (упр. 527–565).
Прайекта e сестра на генерал patricius Марцел и на император Юстин II (упр. 565–578). Нейната баба по майчина линия Биглениза е сестра на Юстин I (император на Византия 518–527).
Прайекта се омъжва за patricius генерал Ареобинд . През 545 г. съпругът ѝ Ареобинд е назначен от Юстиниан I за magister militum per Africam и управител на Нумидия, където е убит през март 546 г. в Картаген по нареждане бунтуващия се византийски и вандалски генерал Гунтарит (dux Numidiae). Прайекта и сестрата на Ареобинд са оставени живи и заведени в манастир в Картаген. 
Тя успява да се откупи чрез Артабан и той планува да се ожени за нея, но в Константинопол годежът им се разваля.
След това между 546 и 548 г. Прайекта се омъжва за Йоан (John), син на Флавий Помпей и Анастасия.  Помпей e син на Флавий Секундин (консул 511 г.) и Цезария, която е сестра на Анастасий I (упр. 491–518). Помпей и брат му Хипаций участват в Ника-въстанието и са убити през 532 г.